# 莫哈維縣
莫哈維縣（英語：Mohave County）是美国亞利桑那州西北部的一個縣，北、東北鄰犹他州，西、西北鄰内华达州，西南鄰加利福尼亚州。面積34,886平方公里。根據2020年美國人口普查，莫哈維縣共有人口213,267人。莫哈維縣的縣治為金曼，而最大城市則為哈瓦苏湖城。莫哈維縣是美國面積第五大縣份。莫哈維縣中人口最多的地區為布尔海德市-莫哈维堡-莫哈维谷地區。

## 歷史
成立於1864年11月8日，是亞利桑那州四個最早成立的縣份的其中之一。縣名紀念莫哈維人。莫哈維縣原本的領土為北纬113°20'以西及比尔威廉斯河以北所有地區。於1865年，帕-乌特县獨立自莫哈維縣，並於1871年重新併入莫哈維縣。但當時不少帕-乌特县領土均於1866年被割予内华达州。莫哈維縣現今的邊界於1881定立。

## 地理

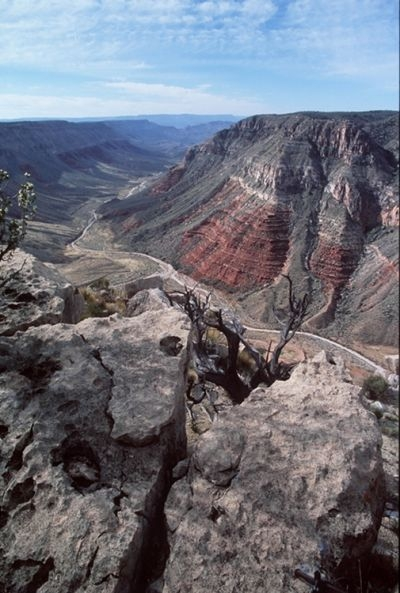
大峡谷-帕勒桑国家纪念区

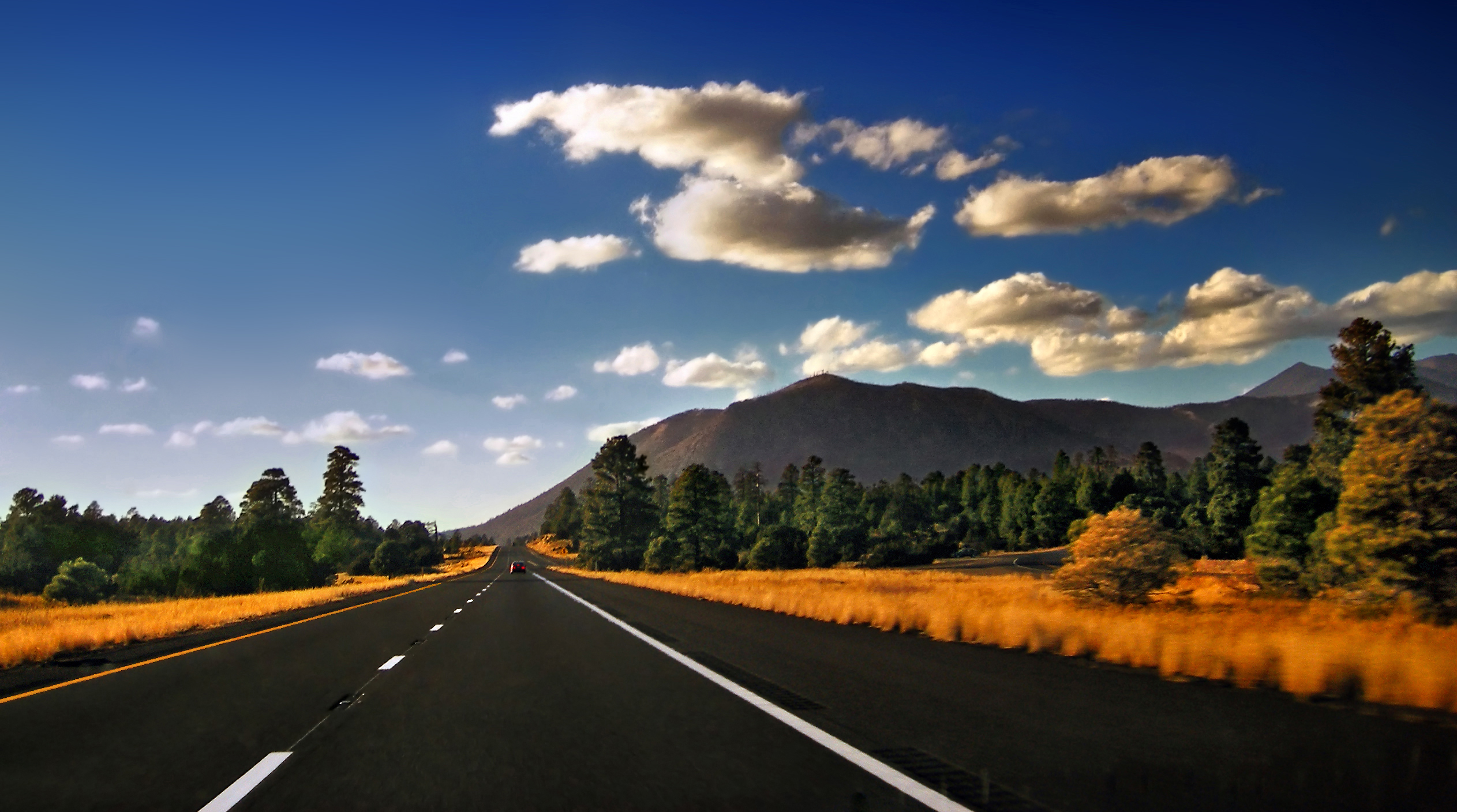
凯巴布国家森林公園

根據2000年人口普查，莫哈維縣的面積為13,469.71平方英里（34,886.4平方），其中有13,311.64平方英里（34,477.0平方），即98.83%為陸地；158.07平方英里（409.4平方），即1.17%為水域。。莫哈維縣是亞利桑那州中面積第二大縣份，亦是美國面積第五大縣份，僅次於聖貝納迪諾縣、可可尼諾縣、奈縣和埃爾科縣。
科羅拉多河成了莫哈維縣大部份西部邊界，而加利福尼亚州、内华达州和犹他州均與之接壤，使莫哈維縣成為美國少數與三個州份接壤的縣份之一。

### 毗邻县
- 犹他州 華盛頓縣：北方
- 猶他州 凱恩郡：東北方
- 亞利桑那州 可可尼諾縣：東方
- 亞利桑那州 亞瓦派縣：東方
- 亞利桑那州 拉巴斯縣：南方
- 加利福尼亚州 聖貝納迪諾縣：西南方
- 内华达州 克拉克縣：西方
- 内华达州 林肯縣：西北方

莫哈維縣與其毗邻縣組成了美國本土中面積最大的毗邻县組合。莫哈維縣與其毗邻县的總和面積為89,567.34平方英里（231,978.3平方），比爱达荷州大。

### 国家保护区
- 比尔·威廉斯河国家野生动物保护区（英语：Bill Williams River National Wildlife Refuge）（部份）
- 大峽谷國家公園（部份）
- 大峡谷-帕勒桑国家纪念区（英语：Grand Canyon–Parashant National Monument）
- 哈瓦苏湖国家野生动物保护区（英语：Havasu National Wildlife Refuge）（部份）
- 凯巴布国家森林（部份）
- 米德湖国家休闲区（英语：Lake Mead National Recreation Area）（部份）
- 管道春季国家纪念区（英语：Pipe Spring National Monument）

### 荒野保护区
- 阿拉斯达山荒野（英语：Arrastra Mountain Wilderness）（部份）
- 奥布里青山原野（英语：Aubrey Peak Wilderness）
- 海狸水坝山荒野（英语：Beaver Dam Mountains Wilderness）（部份）
- 卡顿点荒野（英语：Cottonwood Point Wilderness）
- 大清洗悬崖荒野（英语：Grand Wash Cliffs Wilderness）
- 哈瓦苏原野（英语：Havasu Wilderness）（部份）
- 卡納布溪原野（英语：Kanab Creek Wilderness）（部份）
- 洛根山荒野（英语：Mount Logan Wilderness）
- 纳特山原野（英语：Mount Nutt Wilderness）
- 蒂普顿山原野（英语：Mount Tipton Wilderness）
- 特朗布尔山原野（英语：Mount Trumbull Wilderness）
- 威尔逊山荒野（英语：Mount Wilson Wilderness）
- 派尤特荒野（英语：Paiute Wilderness）
- 罗海德山荒野（部份）
- 斯旺西荒野（英语：Swansea Wilderness）（部份）
- 上柏迪罗小河原野（英语：Upper Burro Creek Wilderness）（部份）
- 瓦巴如瑪山顶荒野
- 沃姆斯普林斯原野（英语：Warm Springs Wilderness）

## 人口
| 调查年                              | 人口    | 备注 | %±     |
| ----------------------------------- | ------- | ---- | ------ |
| 1870                                | 179     |      | —      |
| 1880                                | 1,190   |      | 564.8% |
| 1890                                | 1,444   |      | 21.3%  |
| 1900                                | 3,426   |      | 137.3% |
| 1910                                | 3,773   |      | 10.1%  |
| 1920                                | 5,259   |      | 39.4%  |
| 1930                                | 5,572   |      | 6.0%   |
| 1940                                | 8,591   |      | 54.2%  |
| 1950                                | 8,510   |      | −0.9%  |
| 1960                                | 7,736   |      | −9.1%  |
| 1970                                | 25,857  |      | 234.2% |
| 1980                                | 55,865  |      | 116.1% |
| 1990                                | 93,497  |      | 67.4%  |
| 2000                                | 155,032 |      | 65.8%  |
| 2010                                | 200,186 |      | 29.1%  |
| 2011年估计                          | 202,351 |      | 1.1%   |
| U.S. Decennial Census 2011 estimate |         |      |        |

### 2010年
根據2010年人口普查，莫哈維縣擁有200,186居民。莫哈維縣的人口是由86.9%白人、0.9%黑人、2.2%土著、1.1%亞洲人、0.2%太平洋岛民、6.0%其他種族和2.7%混血构成。而西班牙裔或拉丁美洲人佔了人口14.8%。

### 2000年
根據2000年人口普查，莫哈維縣擁有155,032居民、62,809住戶和43,401家庭。其人口密度為每平方英里12居民（每平方公里4居民）。莫哈維縣擁有80,062間房屋单位，其密度為每平方英里6間（每平方公里2間）。莫哈維縣的人口是由90.06%白人、0.54%黑人、2.41%土著、0.77%亞洲人、0.11%太平洋岛民、4.00%其他種族和2.13%混血构成。而西班牙裔或拉丁美洲人佔了人口11.08%。
在62,809住户中，有25.10%擁有一個或以上的兒童（18歲以下）、55.10%為夫妻、9.30%為單親家庭、而有30.90%為非家庭。其中24.10%住户為獨居，11.30%為同居長者。平均每戶有2.45人，而平均每個家庭則有2.87人。在155,032居民中，有23.10%為18歲以下、6.50%為18至24歲、23.20%為25至44歲、26.70%為45至64歲以及20.50%為65歲以上。人口的年齡中位數為43歲，每100個女性就有98.90個男性。而每100個成年女性（18歲以上）就有96.80個成年男性。
莫哈維縣的住戶收入中位數為$31,521，而家庭收入中位數則為$36,311。男性的收入中位數為$28,505，而女性的收入中位數則為$20,632。莫哈維縣的人均收入為$16,788。約9.80%家庭和13.90%人口在貧窮線以下。
根據2006年的美国人口普查局估计，莫哈維縣的人口為193,035。在短短六每間，莫哈維縣的人口上升了24.5%。